# Skylight Tower
La Skylight Tower (リバーシティ21スカイライトタワー) est un gratte-ciel construit à Tokyo de 1990 à 1993 dans le district de Chuo-ku. 
Il mesure 139 mètres de hauteur et abrite des logements sur 40 étages.
L'immeuble fait partie du complexe River City 21 qui comprend 7 autres gratte-ciel dont la Century Park Tower
Les architectes sont la société Shimizu Corporation, Ando Corporation, Mitsui Construction Company, LTD et Sato Kogyo Corporation